# Юксеев, Александр Юрьевич
Александр Юрьевич Юксеев (род. 5 марта 1988, Свердловск) — российский хоккеист, защитник.

## Биография
Начинал заниматься хоккеем в Екатеринбурге («Спартаковец», «Юность»). В 2005—2006 годах — в ГСДЮШОР (Санкт-Петербург). Начинал играть в команде первой лиги «Питер» (2006/07 — 2007/08), также провёл три матча в высшей лиге за «Спартак» СПб. Сезон-2008/09 начал в команде высшей лиги «Зауралье», затем перешёл в «Авангард», в составе которого в ноябре провёл четыре матча в КХЛ. С 2009 года — в команде ХК ВМФ СПб. 2 ноября 2011 года подписал соглашение до конца сезона с «Амуром», но проведя 1 декабря единственный матч — против СКА (3:7) — вернулся в ХК ВМФ после расторжения контракта 29 декабря. 3 июля 2012 года был обменян из СКА в «Автомобилист». Провёл в сезоне КХЛ-2012/13 37 матчей и 12 августа 2013 года расторг соглашение. Три сезона (2013/14 — 2015/16) отыграл в казахстанской команде ВХЛ «Сарыарка». 9 мая 2016 года перешёл в «Северсталь». Провёл в КХЛ два матча, и 10 января 2017 года контракт был расторгнут. Конец сезона и весь следующий отыграл в «Сарыарке».
19 мая 2018 года, находясь в статусе неограниченно свободного агента, подписал однолетний двусторонний контракт со СКА. Отыграл сезон-2018/19 в команде ВХЛ «СКА-Нева», следующий сезон — в «Металлурге» Новокузнецк. С сезона-2020/21 стал выступать в чемпионате Казахстана за «Торпедо» Усть-Каменогорск. В начале октября 2021 года получил травму, а клуб внезапно разорвал контракт. В мае 2022 года Юксеев выиграл суд по этому поводу у «Торпедо».